# Stammliste des Clan Hay

Stammwappen des Clan Hay

Stammliste des Clan Hay.

## Hauptlinie Hay of Erroll
1. William de la Haye, 1. Laird of Erroll († 1226), ⚭ Eva
  1. David de la Haye, 2. Laird of Erroll († 1241), ⚭ Ethna, Tochter des Gilbert, 3. Earl of Strathearn
    1. Gilbert de la Haye, 3. Laird of Erroll, ⚭ Lady Idoine Comyn, Tochter des William Comyn, Earl of Buchan
      1. Nicholas de la Haye, 4. Laird of Erroll († 1306), ⚭ Joan
        1. Sir Gilbert de la Haye, 5. Laird of Erroll († 1333), Lord High Constable of Scotland
          1. Nicholas de la Haye, Younger of Erroll (⚔ 1332 bei Dupplin Moor)
            1. Sir David de la Haye, 6. Laird of Erroll (⚔ 1346 bei Neville’s Cross)
              1. Sir Thomas de la Haye, 7. Laird of Erroll († 1406), ⚭ Prinzessin Elizabeth Stewart, Tochter des Königs Robert II. von Schottland
                1. William Hay, 1. Lord Hay (um 1374–1437), ⚭ Margaret Gray
                  1. Gilbert Hay († 1436), ⚭ Alice Hay, Tochter des Sir William Hay, Laird of Lochorwart and Yester († 1421)
                    1. William Hay, 1. Earl of Erroll († um 1462), ⚭ Lady Beatrix Douglas, Tochter des James Douglas, 7. Earl of Douglas
                      1. Nicholas Hay, 2. Earl of Erroll († 1470), ⚭ Lady Elizabeth Gordon, Tochter des Alexander Gordon, 1. Earl of Huntly
                      2. William Hay, 3. Earl of Erroll († 1507), ⚭ (1) Lady Isabella Gordon, Tochter des George Gordon, 2. Earl of Huntly, ⚭ (2) Lady Elizabeth Leslie, Tochter des George Leslie, 1. Earl of Rothes
                        1. (1) William Hay, 4. Earl of Erroll (⚔ 1513 bei Flodden Field), ⚭ (1) Christian Lyon, Tochter des John Lyon, 3. Lord Glamis, ⚭ (2) Margaret Kerr
                          1. (1) William Hay, 5. Earl of Erroll (um 1495–1541), ⚭ Elizabeth Ruthven, Tochter des William Ruthven, 1. Lord Ruthven
                            1. William Hay, 6. Earl of Erroll (um 1521–1541), ⚭ Lady Helen Stuart,  Tochter des John Stewart, 3. Earl of Lennox
                              1. Lady Jean Hay (um 1540–1570), ⚭ Andrew Hay, 8. Earl of Erroll († 1585)

                          2. (1) Lady Elizabeth Hay († 1574), ⚭ William Abernethy, 5. Lord Saltoun
                          3. Lady Isabel Hay, ⚭ William Forbes of Tolquhon

                        2. (1) Thomas Hay, Laird of Logie (⚔ 1513 bei Flodden Field), ⚭ Margaret Logie
                          1. George Hay, 7. Earl of Erroll († 1574), ⚭ (1) Margaret Robertson, ⚭ (2) Helen Bruce
                            1. (1) Lady Elizabeth Hay, ⚭ William Keith, Master of Marischal
                            2. (1) Andrew Hay, 8. Earl of Erroll († 1585), ⚭ (1) Lady Jean Hay (um 1540–1570), Tochter des William Hay, 6. Earl of Erroll, ⚭ (2) Lady Agnes Sinclair, Tochter des George Sinclair, 4. Earl of Caithness
                            3. (1) Lady Helen Hay, ⚭ Alexander Livingstone, 1. Earl of Linlithgow
                            4. (1) Alexander Hay, Master of Erroll
                            5. (1) Francis Hay, 9. Earl of Erroll († 1631), ⚭ (1) Lady Margaret Stewart, Tochter des James Stewart, 1. Earl of Moray, ⚭ (2) Lady Mary Stewart, Tochter des John Stewart, 4. Earl of Atholl, ⚭ (3) Lady Elizabeth Douglas, Tochter des William Douglas, 6. Earl of Morton
                              1. (3) Lady Mary Hay († 1631), ⚭ Walter Scott, 1. Earl of Buccleuch
                              2. (3) Lady Anne Hay, ⚭ George Seton, 3. Earl of Winton
                              3. (3) William Hay, 10. Earl of Erroll († 1636), ⚭ Lady Anne Lyon, Tochter des Patrick Lyon, 1. Earl of Kinghorne
                                1. Lady Margaret Hay († 1695), ⚭ (1) Henry Ker, Lord Ker, ⚭ (2) John Kennedy, 6. Earl of Cassilis
                                2. Gilbert Hay, 11. Earl of Erroll († 1675), ⚭ Lady Katherine Carnegie, Tochter des James Carnegie, 2. Earl of Southesk

                              4. (3) Lady Jean Hay, ⚭ John Erskine, 20. Earl of Mar
                              5. (3) Lady Elizabeth Hay, ⚭ Hugh Sempill, 5. Lord Sempill
                              6. (3) Lady Sophia Hay († 1642), ⚭ John Gordon, 1. Viscount of Melgum
                              7. (3) Lady Margaret Hay, ⚭ Sir John Seton of Barns

                            6. (1) Thomas Hay († nach 1610)
                            7. (2) George Hay, 1. Laird of Kellour, ⚭ Isabel Cheyne
                              1. Sir Andrew Hay ⚭ Margaret Kinnaird
                                1. John Hay, 12. Earl of Erroll († 1704), ⚭ Lady Anne Drummond, Tochter des James Drummond, 3. Earl of Perth
                                  1. Charles Hay, 13. Earl of Erroll († 1717)
                                  2. Mary Hay, 14. Countess of Erroll († 1758), ⚭ Alexander Hay of Delgatie, Sohn des David Falconer, 4. Lord Falconer of Halkerton
                                  3. Lady Margaret Hay († 1707), ⚭ James Livingston, 5. Earl of Linlithgow
                                    1. James Livingston, Lord Livingston (1710–1715)
                                    2. Lady Anne Livingston (1709–1747), ⚭ William Boyd, 4. Earl of Kilmarnock
                                      1. William Boyd, Lord Boyd (1725–1728)
                                      2. James Hay, 15. Earl of Erroll (geb. Boyd, 1726–1778), ⚭ (1) Rebecca Lockhart, ⚭ (2) Isabella Carr; → Nachkommen siehe unten: Matrilineare Linie Hay of Erroll
                                      3. Hon. Charles Boyd († 1782)
                                      4. Hon. William Boyd († 1780)

                              2. Anne Hay, ⚭ (1) William Moray, 10. Laird of Abercairny, ⚭ (2) Sir James Drummond, 2. Laird of Machany

                            8. (2) William Hay of Fetterletter, ⚭ (1) Lilias Gordon, ⚭ (2) Marie Innes
                            9. (1) Lady Margaret Hay, ⚭ Laurence Oliphant, 4. Lord Oliphant
                            10. (1) John Hay († 1579), ⚭ Elizabeth Butter
                            11. (1) Laurence Hay
                            12. (1) George Hay, ⚭ Marjorie Keith
                              1. Francis Hay († 1615)

                            13. (1) Lady Beatrix Hay ⚭ William Hay, Laird of Delgatie
                            14. (2) Lady Elizabeth Hay, ⚭ (1) Sir John Leslie, ⚭ (2) James Balfour, 1. Baron Balfour of Glenawley

                          2. Beatrix Hay, ⚭ Walter Bonar, 3. Laird of Keltie

                        3. (2) Lady Elizabeth Hay, ⚭ David Lindsay, 8. Earl of Crawford

                      3. Lady Elizabeth Hay, ⚭ (2) George Gordon, 2. Earl of Huntly, ⚭ (3) Andrew Gray, 2. Lord Gray
                      4. Lady Isabel Hay, ⚭ Laurence Oliphant, 1. Lord Oliphant
                      5. Lady Margaret Hay, ⚭ (1) Alexander Fraser, 4. Laird of Philorth, ⚭ (2) Sir Gilbert Keith, 3. Laird of Inverugie, 1. Laird of Ludquhairn, ⚭ (3) Sir Robert Douglas of Lochleven

                    2. Gilbert Hay († 1487); → Nachkommen: Linie Hay of Urie

                2. Sir Gilbert Hay, Laird of Dronlaw, ⚭ Elizabeth Reid; → Nachkommen siehe unten: Linie Hay of Dronlaw
                3. Elizabeth de la Haye, ⚭ Sir George Leslie of Rothes († 1412)
                4. Alice de la Haye, ⚭ Sir William Haya, Laird of Lochorwart and Yester († 1421)

      2. Nicholas de la Haye, Pfarrer von Fossoway
      3. John de la Haye
      4. Sir Hugh de la Haye, Laird of Locherworth († 1306)

    2. William de la Haye, Laird of Leys
      1. (?) William de Haya
        1. Edmund Hay, Laird of Leys († 1492)
        2. Peter Hay, 1. Laird of Megginch (um 1450–1496); → Nachkommen siehe unten: Linie Hay of Megginch

  2. William de la Haye; → Nachkommen: Linie Hay of Aithmuir
  3. John de la Haye; → Nachkommen: Linie Hay of Naughton
  4. Robert de la Haye
    1. [...]
      1. John de Haya; → Nachkommen siehe unten: Linie Hay of Locherworth

### Matrilineare Linie Hay of Erroll
1. James Hay, 15. Earl of Erroll (geb. Boyd, 1726–1778), ⚭ (1) Rebecca Lockhart, ⚭ (2) Isabella Carr; → Vorfahren siehe oben: Hauptlinie Hay of Erroll
  1. (1) Lady Mary Hay (* 1754), ⚭ John Scott of Balcomie
  2. (2) Lady Charlotte Hay (1763–1800), ⚭ Rev. William Holwell
  3. (2) Lady Isabella Anne Hay (1765–1793)
  4. (2) Lady Augusta Hay (1766–1822), ⚭ George Boyle, 4. Earl of Glasgow
  5. (2) George Hay, 16. Earl of Erroll (1767–1798), ⚭ Elizabeth Jemima Blake
  6. (2) Lady Harriet Jane Hay (1768–1812)
  7. (2) William Hay, 17. Earl of Erroll (1772–1819), ⚭ (1) Jane Bell, ⚭ (2) Alicia Eliot, ⚭ (3) Hon. Harriet Somerville
    1. (1) Lady Dulcibella Jane Hay (um 1794–1885), ⚭ Ven. Charles Nourse Wodehouse
    2. (2) Lady Emma Hay († 1841), ⚭ James Erskine Wemyss
    3. (2) Lady Harriet Jemima Hay († 1837), ⚭ Daniel Gurney
    4. (2) Lady Caroline Augusta Hay († 1877), ⚭ John Morant
    5. (2) James Hay, Lord Hay (um 1797–⚔ 1815 bei Quatre-Bras)
    6. (2) Lady Isabella Margaret Hay (1800–1868), ⚭ William Wemyss
    7. (2) William Hay, 18. Earl of Erroll (1801–1846), ⚭ Lady Elizabeth Fitz-Clarence, uneheliche Tochter König Wilhelms IV.
      1. Lady Alice Mary Emily Hay († 1881), ⚭ Charles Edward Allen
      2. Lady Ida Harriet Augusta Hay (1821–1867), ⚭ Charles Noel, 2. Earl of Gainsborough
      3. William Hay, 19. Earl of Erroll (1823–1891), ⚭ Eliza Amelia Gore
        1. Charles Gore Hay, Lord Kilmarnock (1850–1850)
        2. Charles Hay, 20. Earl of Erroll (1852–1927), ⚭ Mary Caroline L'Estrange
          1. Victor Hay, 21. Earl of Erroll (1876–1928), ⚭ Mary Lucy Victoria Makenzie, Tochter des Sir Allan Russell Mackenzie, 2. Baronet (of Glen Muick)
            1. Josslyn Hay, 22. Earl of Erroll (1901–1941), ⚭ (1) Lady Myra Idina Sackville, Tochter des Gilbert Sackville, 8. Earl De La Warr, ⚭ (2) Edith Mildred Mary Agnes Maude
              1. (1) Diana Hay, 23. Countess of Erroll (1926–1978), ⚭ (1) Sir Rupert Moncreiffe, 11. Baronet (of Moncreiffe), ⚭ (2) Raymond Alexander Carnegie
                1. (1) Merlin Hay, 24. Earl of Erroll (* 1948), ⚭ Isabelle Jacqueline Laline Astell
                  1. Harry Thomas William Hay, Lord Hay (* 1984), ⚭ Clementine Camilla Curtis Travis
                    1. Hon. Persephone Idina Isabelle Hay (* 2020)

                  2. Lady Amelia Diana Jacqueline Hay (* 1986)
                  3. Lady Laline Lucy Clementine Hay (* 1987)
                  4. Hon. Richard Merlin Iain Hay (* 1990)

                2. (1) Hon. Peregrine David Euan Malcolm Moncreiffe of that Ilk (* 1951), ⚭ Miranda Mary Fox-Pitt
                3. (1) Lady Alexandra Victoria Caroline Anne Moncreiffe (* 1955), ⚭ Jolyon Christopher Neill Connell
                4. (2) Hon. Jocelyn Jack Alexander Bannerman Carnegie (* 1966)

            2. Gilbert Boyd, 6. Baron Kilmarnock (1903–1975), ⚭ (1) Hon. Rosemary Sibell Guest, Tochter des Ivor Guest, 1. Viscount Wimborne, ⚭ (2) Denise Aubrey Doreen Coker
              1. (1) Alastair Boyd, 7. Baron Kilmarnock (1927–2009), ⚭ (1) 1954 Hilary Ann Bardwell, ⚭ (2) 1977 Diana Mary Grant Gibson,
                1. (2) Hon. James Charles Edward Boyd (* 1972)

              2. (1) Robin Boyd, 8. Baron Kilmarnock (* 1941), ⚭ Ruth Christine Lamont-Fisher
                1. Hon. Simon John Boyd (* 1978), ⚭ Valeria Beatriz Matzkin
                  1. Florence Emilia Boyd (* 2005)
                  2. Lucian Michael Boyd (* 2007)

                2. Hon. Mark Julian Boyd (* 1981)

              3. (1) Hon. Laura Alice Boyd (1934–1999), ⚭ Robert Anthony Hyman
              4. (1) Juliet Boyd (*† 1937)
              5. (1) Iris Boyd (*† 1937)
              6. (1) Hon. Caroline Juliet Boyd (* 1939), ⚭ Alan Bloss
              7. (2) Hon. Jonathan Aubrey Lewis Boyd (* 1956), ⚭ Annette Madeleine Constantine
              8. (2) Hon. Timothy Iain Boyd (* 1959), ⚭ Lucy Teresa Emily Gray
                1. Daisy Boyd (* 1988)

            3. Lady Rosemary Constance Ferelinth Hay (1904–1944), ⚭ (1) Rupert Sumner Ryan, ⚭ (2) James Frank Gresham

          2. Hon. Sereld Mordaunt Alan Josslyn Hay (1877–1939), ⚭ Violet Spiller
          3. Hon. Ivan Josslyn Lumley Hay (1884–1936), ⚭ Pamela Burroughes
            1. Alexandra Cecilia Mary Hay (1922–1991)
            2. Elizabeth Anne Hay (1925–2005), ⚭ Jeremy Christopher Gurney
            3. Penelope Constance Hay (* 1930), ⚭ George Harold Armine Dare

        3. Hon. Arthur Hay (1855–1932)
        4. Lady Florence Alice Hay (1858–1859)
        5. Lady Cecilia Leila Hay (1860–1935), ⚭ George Allan Webbe
        6. Hon. Francis Hay (1864–1898)
        7. Lady Florence Agnes Adelaide Hay (1872–1935), ⚭ Henry Wolrige-Gordon

      4. Lady Agnes Georgiana Elizabeth Hay (1829–1869), ⚭ James Duff, 5. Earl Fife

    8. (2) Hon. Samuel Hay (1807–1847), ⚭ Louisa Pleydell-Bouverie
    9. (3) Lady Fanny Hay († 1853), ⚭ Rev. Stephen Ralph Cartwright
    10. (3) Rev. Hon. Somerville Hay (1817–1853), ⚭ Lady Alicia Diana Erskine, Tochter des Henry Erskine, 12. Earl of Buchan
    11. (3) Lady Margaret Julia Hay (1819–1891), ⚭ Frederick Astell Lushington

  8. (2) Lady Margaret Hay (1769–1832), ⚭ 1789 Charles Camerone
  9. (2) Lady Maria Elizabeth Hay (1771–1804), ⚭ Rev. George Moore
  10. (2) Lady Frances Hay (1773–1806)
  11. (2) Lady Flaminia Hay (1774–1821), ⚭ George James
  12. (2) Lady Jemima Hay (* 1776)
  13. (2) Hon. James Hay († 1797)

### Linie Hay of Dronlaw
1. Sir Gilbert Hay, Laird of Dronlaw, ⚭ Elizabeth Reid; → Vorfahren siehe oben: Hauptlinie Hay of Erroll
  1. Alexander Hay, Laird of Dronlaw († 1470), ⚭ Marjory Fraser
    1. Sir William Hay, Laird of Ardendraught († 1502), ⚭ Margaret Leslie
      1. Sir Gilbert Hay, Laird of Ardendraught and Delgatie (⚔ 1513 bei Flodden Field), ⚭ Elizabeth Abernethy, Tochter des James Abernethy, 3. Lord Saltoun († 1505); → Nachkommen siehe unten: Linie Hay of Delgatie
      2. Thomas Hay
      3. James Hay, 1524–1538 Bischof von Ross
        1. (illegitim) Thomas Hay (um 1518–um 1580), 1560 Abt von Glenluce, ⚭ Isobel Kennedy; → Nachkommen siehe unten: Linie Hay of Park

      4. John Hay, Priester
      5. Marjory Hay, ⚭ Henry Cheyne, Younger of Esslemont
      6. Marioun Hay, ⚭ George Gordon, Younger of Methlick

    2. Jane Hay, ⚭ Alexander Forbes, 3. Laird of Tolquhoun

  2. Gilbert Hay

#### Linie Hay of Delgatie
1. Sir Gilbert Hay, Laird of Ardendraught and Delgatie (⚔ 1513 bei Flodden Field), ⚭ Elizabeth Abernethy, Tochter des James Abernethy, 3. Lord Saltoun († 1505); → Vorfahren siehe oben: Linie Hay of Dronlaw
  1. Alexander Hay, Laird of Delgatie († 1546), ⚭ (1) Mariota Shaw, ⚭ (2) Jean Forbes, Tochter des John Forbes, 6. Lord Forbes († 1547)
  2. William Hay, Laird of Delgatie († 1548), ⚭ Elizabeth Barclay
  3. Margaret Hay, ⚭ William Johnston of that Ilk

#### Linie Hay of Park
1. (illegitim) Thomas Hay (um 1518–um 1580), 1560 Abt von Glenluce, ⚭ Isobel Kennedy; → Vorfahren siehe oben: Linie Hay of Dronlaw
  1. Thomas Hay, Laird of Park († 1628), ⚭ Janet Macdowall, Tochter des Uchtred Macdowall, 11. Laird of Garthland
    1. Thomas Hay, Laird of Park († 1633), ⚭ Margaret Macdowall, Tochter des John Macdowall, 12. Laird of Garthland
      1. Thomas Hay, Laird of Park (um 1616–1683), ⚭ (1) Jean Hamilton, ⚭ (2) Margaret Kennedy
        1. (1) Sir Thomas Hay, 1. Baronet (of Park) (um 1636–um 1667), ⚭ Marion Hamilton, uneheliche Tochter des James Hamilton, 1. Duke of Hamilton
          1. Sir Charles Hay, 2. Baronet (of Park) (1662–1733), ⚭ Grizel Agnew, Tochter des Sir Andrew Agnew, 3. Baronet (of Lochnaw)
            1. Thomas Hay († 1733), ⚭ Mary Maxwell, Tochter des Sir William Maxwell, 1. Baronet (of Monreith)
              1. Sir Thomas Hay, 3. Baronet (of Park) (um 1730–1778), ⚭ Jean Blair
                1. Sir Thomas Hay, 4. Baronet (of Park) († 1794)
                2. Susan Hay (1749–1825), ⚭ Sir John Dalrymple-Hay, 1. Baronet (of Park Place); → Nachkommen: Linie Dalrymple-Hay of Park Place
                3. Alexander Hay (* um 1750), ⚭ Susan Maxwell, Tochter des Sir Alexander Maxwell, 2. Baronet (of Monreith)

            2. James Hay († 1752), ⚭ Dorothea Crichton
              1. William Hay († um 1776), ⚭ Mary Cant
                1. Sir James Hay, 5. Baronet (of Park) († 1794), ⚭ Margaret Jane Campbell
                  1. Sir William Hay, 6. Baronet (of Park) († 1801)

                2. Lewis Hay (⚔ 1799 bei Den Helder), ⚭ Barbara Craigie
                  1. Agnes Clark Hay (* 1785), ⚭ John Irving
                  2. Dorothea Judith Hay (* 1791)
                  3. Sir John Hay, 7. Baronet (of Park) (1799–1862), ⚭ Sarah Beresford Cossins
                    1. Susanna Elizabeth Tuchet Hay († 1905), ⚭ Maj.-Gen. John Gordon Graham of Mossknowe
                    2. Georgiana Barbara Hay († 1900), ⚭ William Johnston
                    3. Sir Arthur Graham Hay, 8. Baronet (of Park) (1839–1889), ⚭ Thomasina Isabella Johnston
                      1. Sir Lewis John Erroll Hay, 9. Baronet (of Park) (1866–1923), ⚭ Lizabel Annie Macdonald
                        1. Sir Arthur Thomas Erroll Hay, 10. Baronet (of Park) (1909–1993), ⚭ (1) Hertha Hedwig Paula Louise Stölzle, ⚭ (2) Rosemary Evelyn Anne Lambert
                          1. (1) Sir John Erroll Audley Hay, 11. Baronet (of Park) (1935–2020); → Linie erloschen

                      2. Thomas James Macpherson Hay (1876–1895)
                      3. Arthur George Beresford Hay (1878–1949), ⚭ Louisa Emily May Carden

                    4. Harry Douglas Hay (1845–1909), ⚭ Mary Grace Veasey
                    5. Charles Edward Hay (1850–1924), ⚭ Jessie Fulton Arthur
                      1. Charles Edward Erroll Hay (1893–⚔ 1918)

                3. Dorothea Hay († 1798), ⚭ John Graham of Mossknowe

              2. Ann Hay (* um 1723), ⚭ Charles Stewart of Shambellie

            3. Thomas Hay

          2. Thomas Hay

        2. (1) Jane Hay, ⚭ Sir Andrew Agnew, 3. Baronet (of Lochnaw)
        3. (1) John Hay
        4. (1) Alexander Hay
        5. (1) Catherine Hay
        6. (2) Elizabeth Hay, ⚭ Sir William Maxwell, 1. Baronet (of Monreith)
        7. (2) James Hay
        8. (2) Margaret Hay, ⚭ William Muir of Auchindrane

    2. Alexander Hay, Laird of Airyolland († 1636)
    3. Patrick Hay
    4. John Hay
    5. Isobel Hay, ⚭ Gilbert Baird of Kilquhonzie
    6. Margaret Hay, ⚭ Alexander Kennedy of Gillespie

  2. Archibald Hay
  3. William Hay
  4. David Hay

### Linie Hay of Megginch
1. Peter Hay, 1. Laird of Megginch (um 1450–1496); → Vorfahren siehe oben: Hauptlinie Hay of Erroll
  1. Edmund Hay, 2. Laird of Megginch († 1543), ⚭ Janet Boyd
    1. Peter Hay, 3. Laird of Megginch
      1. Peter Hay, 4. Laird of Megginch († 1596), ⚭ Margaret Ogilvy
        1. Patrick Hay, 5. Laird of Megginch († 1603), ⚭ (1) Isabel Bryson, ⚭ (2) Isabel Cheyne
          1. (1) Peter Hay, 6. Laird of Megginch (1576–1616), ⚭ Elizabeth Cheyne
            1. Peter Hay, 7. Laird of Megginch, ⚭ Mary Scrymgeour, Tochter des John Scrymgeour, 1. Viscount of Dudhope
              1. Sir George Hay of Megginch (1632–1670), ⚭ Beatrice Hay († 1670)
                1. Marie Hay (* 1653), ⚭ John Murray, 2. Laird of Pitcullen
                2. Elizabeth Hay (* 1658), ⚭ (1) James Rattray of Craighall-Rattray, 19. Laird of Rattray, ⚭ (2) Hon. John Galloway, Sohn des Thomas Galloway, 2. Lord Dunkeld

          2. (2) Patrick Hay, 1. Laird of Pitfour (nach 1596–1662), ⚭ Helen Lindsay

        2. Peter Hay († um 1629), ⚭ Margaret Boyd
          1. Francis Hay († um 1654), ⚭ Janet Halyburton
            1. George Hay († 1672), ⚭ Marion Nicolson
              1. Francis Hay (1658–1675)
              2. Thomas Hay, 7. Earl of Kinnoull (um 1660–1719), ⚭ Hon. Margaret Drummond, Tochter des William Drummond, 1. Viscount of Strathallan; → Nachkommen siehe unten: Jüngere Linie Hay of Kinnoull
              3. George Hay (nach 1660–1683)

            2. Janet Hay
            3. Katherine Hay
            4. Beatrice Hay († 1670), ⚭ Sir George Hay of Megginch (1632–1670)
            5. Rebecca Hay, ⚭ George Oliphant
            6. Francis Hay (* 1633)

          2. George Hay († 1632), ⚭ Isobel Rollock
          3. Agnes Hay, ⚭ David Rattray of Craighall, 17. Laird of Rattray
          4. John Hay († vor 1629)
          5. Thomas Hay († nach 1632)
          6. Patrick Hay († 1640), ⚭ Jean Ogilvy

        3. Janet Hay, ⚭ Andrew Gray of Balledgarno
        4. Elizabeth Hay, ⚭ (1) Gilbert Gray of Bandirran, ⚭ (2) William Rollock of Balbegie
        5. Katherine Hay, ⚭ William Kynman of Hill
        6. Helen Hay, ⚭ William Bruce of Fingask and Rait
        7. George Hay, 1. Earl of Kinnoull (1570–1634); → Nachkommen siehe unten: Ältere Linie Hay of Kinnoull

      2. Sir James Hay of Fingask († 1610), ⚭ Margaret Murray
        1. James Hay, 1. Earl of Carlisle (um 1580–1636), ⚭ (1) Lady Honora Denny, Tochter des Edward Denny, 1. Earl of Norwich, ⚭ (2) Lady Lucy Percy, Tochter des Henry Percy, 3. Earl of Northumberland; → Nachkommen siehe unten: Linie Hay of Carlisle
        2. Robert Hay
        3. Agnes Hay, ⚭ (1) Sir George Preston of Craigmillar, ⚭ (2) James Cuninghame, 7. Earl of Glencairn

      3. Edmund Hay, Professor an der Universität Douai
      4. Katherine Hay, ⚭ George Drummond, 1. Laird of Blair
      5. Jane Hay, ⚭ Patrick Murray of Ochtertyre

  2. William Hay († nach 1496)

#### Jüngere Linie Hay of Kinnoull
1. Thomas Hay, 7. Earl of Kinnoull (um 1660–1719), ⚭ Hon. Margaret Drummond, Tochter des William Drummond, 1. Viscount of Strathallan; → Vorfahren siehe oben: Linie Hay of Megginch
  1. George Henry Hay, 8. Earl of Kinnoull (1689–1758), ⚭ Lady Abigail Harley, Tochter des Robert Harley, 1. Earl of Oxford and Earl Mortimer
    1. Lady Mary Hay († 1805), ⚭ John Hume
    2. Thomas Hay, 9. Earl of Kinnoull (1710–1787), ⚭ Constantia Kyrle-Ernle
      1. Thomas John Ernle Hay (1742–1743)

    3. Most Rev. Hon. Robert Hay-Drummond (1711–1776), Erzbischof von York, ⚭ Henrietta Auriol
      1. Abigail Hay-Drummond (1750–1766)
      2. Robert Hay-Drummond, 10. Earl of Kinnoull (1751–1804), ⚭ (1) Julia Eyre, ⚭ (2) Sarah Harley
        1. (2) Lady Sarah Maria Hay-Drummond († 1874), ⚭ Rt. Rev. George Murray, Bischof von Sodor and Man, Bischof von Rochester
        2. (2) Lady Henrietta Hay-Drummond († 1854), ⚭ Henry Drummond
        3. (2) Thomas Hay-Drummond, 11. Earl of Kinnoull (1785–1866), ⚭ Louisa Burton Rowley, Tochter des Admiral Sir Charles Rowley, 1. Baronet
          1. Lady Louisa Hay-Drummond († 1898), ⚭ Sir Thomas Moncreiffe, 7. Baronet (of Moncreiffe)
          2. George Hay-Drummond, 12. Earl of Kinnoull (1827–1897), ⚭ Lady Emily Blanche Charlotte Somerset, Tochter des Henry Somerset, 7. Duke of Beaufort
            1. Lady Constance Blanche Louisa Hay-Drummond († 1931), ⚭ Walter Henry Hadow
            2. Lady Celia Evangeline Constance Hay-Drummond († 1868)
            3. Lady Muriel Henrietta Constance Hay-Drummond (1863–1927), ⚭ Alexander zu Münster
            4. George Robert Hay-Drummond, Viscount Dupplin (1849–1886), ⚭  Lady Agnes Cecil Emmeline Duff, Tochter des James Duff, 5. Earl Fife
              1. Agnes Blanche Marie Hay-Drummond (1873–1938), ⚭ Herbert von Hindenburg

            5. Hon. Francis George Hay-Drummond (1853–1884)
            6. Archibald Hay, 13. Earl of Kinnoull (1855–1916), ⚭ (1) Josephine Maria Hawke, ⚭ (2) Florence Mary Darell
              1. (1) Edmund Alfred Rollo George Hay-Drummond, Viscount Dupplin (1879–1903), ⚭ Gladys Luz Bacon
                1. George Hay, 14. Earl of Kinnoull (1902–1938), ⚭ (1) Enid Margaret Hamlyn Fellows, ⚭ (2) Mary Ethel Isobel Meyrick
                  1. (1) Henry George Adam Hay, Viscount Dupplin (1924–1925)
                  2. (2) Lady June Ann Hay († 2002), ⚭ Cranley Onslow, Baron Onslow of Woking
                  3. (2) Lady Venetia Constance Kathleen Luz Hay (1929–2016), ⚭ Joseph Trevor Davies
                  4. (2) Arthur Hay, 15. Earl of Kinnoull (1935–2013), ⚭ Gay Ann Lowson, Tochter des Sir Denys Lowson, 1. Baronet (of Westlaws)
                    1. Charles Hay, 16. Earl of Kinnoull (* 1962), ⚭ Catharine Clare Crawford
                      1. Lady Alice Patricia Helen Hay (* 2003)
                      2. Lady Catriona Martha Dorothy Hay (* 2003)
                      3. Lady Auriol Catharine Rose Hay (* 2007)
                      4. William Thomas Charles Hay, Viscount Dupplin (* 2011)

                    2. Lady Melissa Ann Hay (* 1964)
                    3. Lady Iona Charlotte Hay (* 1967), ⚭ Charles T. M. Ind
                    4. Lady Atlanta Rose Hay (* 1974)
                      1. Tyler George Ross Hay (* 2018)

              2. (2) Lady Elizabeth Mary Hay-Drummond (* 1903), ⚭ (1) Peter Stanley Chappell, ⚭ (2) Douglas William Ernest Gordon, ⚭ (3) William Herbert Shelley Dent
              3. (2) Hon. Edward Hay-Drummond (* 1906)
              4. (2) Hon. FitzRoy Hay-Drummond (* 1906)
              5. (2) Lady Margaret Florence Grace Hay-Drummond (* 1907), ⚭ Norman Francis William Haliburton D'Arcy

            7. Hon. Alistair George Hay-Drummond (* 1861), ⚭ (1) Hon. Camilla Dagmar Violet Greville, Tochter des Algernon Greville, 2. Baron Greville, ⚭ (2) Hyacinthe Farrer
              1. (1) Auriol Camilla Sharlia Blanche Hay (1893–1930), ⚭ (1) Rowland Noel Barran, ⚭ (2) Sir James Allan Horne

            8. Hon. Claude George Hay-Drummond (1862–1920), MP

          3. Lady Sarah Hay-Drummond (1828–1859), ⚭ Hugh Cholmondeley, 2. Baron Delamere
          4. Hon. Robert Hay-Drummond of Cromlix (1831–⚔ 1855)
          5. Lady Frances Hay-Drummond1 (um 1832–1886), ⚭ Richard Thomas Lloyd
          6. Hon. Arthur Drummond of Cromlix (1833–1900), ⚭ Katherine Louisa Derby
          7. Lady Elizabeth Hay-Drummond (um 1835–1902), ⚭ Sir Frederick Leopold Arthur, 2. Baronet (of Upper Canada)
          8. Lady Augusta Sophia Hay-Drummond (um 1836–1915), ⚭ John Twisleton-Wykeham-Fiennes, 17. Baron Saye and Sele
          9. Hon. Charles Rowley Drummond of Cromlix and Innerpefray (1836–1918), ⚭ Arabella Augusta Meyrick
            1. Evelyn Elizabeth Vane Hay-Drummond (um 1860–1938), ⚭ Sir Robert Drummond Moncreiffe, 8. Baronet (of Moncreiffe)
            2. Arthur William Henry Drummond of Cromlix (1862–1953), ⚭ Mary Scott
              1. Henry Vane Hay-Drummond (1892–1892)
              2. Gwendoline Vane Hay-Drummond (1894–1943)
              3. Violet Vane Hay-Drummond (1897–1981), ⚭ Sir Anthony St. John-Mildmay, 8. Baronet
              4. Robert Vane Hay-Drummond (1900–1901)
              5. Evelyn Vane Drummond of Cromlix (1904–1971), Terence Eden, 8. Baron Auckland
              6. George Vane Hay-Drummond (1910–1984), ⚭ Lady Betty Mary Seton Montgomerie, Tochter des Archibald Montgomerie, 16. Earl of Eglinton
                1. Auriol Vane Hay-Drummond (* 1933), ⚭ (1) John Anthony Murray, ⚭ (2) John Strang Mackenzie Young
                2. Robert Vane Hay-Drummond (1936–1996), ⚭ Auriol Fyler Pares

            3. Harry Claude Frederick Hay-Drummond (1864–1939), ⚭ Harriet Lepel Dorothea Sayer
            4. Ida Agnes Vanes Hay-Drummond (um 1865–1938), ⚭ Reginald West
            5. Amy Violet Hay-Drummond (1868–1926), ⚭ Hon. George Eden, Sohn des William George Eden, 4. Baron Auckland
            6. Algernon Richard Francis Hay-Drummond (1870–1945), ⚭ Mary Verena Campbell Bald
            7. Maude Aline Hay-Drummond (1872–1941)

        4. (2) Hon. Francis John Hay-Drummond of Cromlix (1786–1810)

      3. Thomas Hay-Drummond (1752–1773)
      4. Peter Auriol Hay-Drummond (1754–1799), ⚭ Mary Bridget Milnes
      5. John Auriol Hay-Drummond (1756–1780)
      6. Very Rev. Edward Auriol Hay-Drummond (1758–1829), ⚭ (1) Elizabeth de Vismes, Tochter des William de Vismes, Comte de Vismes, ⚭ (2) Amelia Emily Auriol
        1. (1) Henrietta Auriol Hay-Drummond († 1832), Rev. Morgan Watkins
        2. (1) Edward William Auriol Drummond-Hay (1785–1845), ⚭ Louisa Margaret Thomson
        3. Louisa Drummond-Hay, ⚭ G. C. A. Norderling
        4. Elizabeth Catherine Drummond-Hay († 1911), ⚭ William Greenwood Chapman
        5. Theodosia Drummond-Hay († 1885), ⚭ Pierre Victor Mauboussin
        6. Henrietta Auriol Drummond-Hay († 1868), ⚭ Henry Chandos-Pole-Gell
        7. Sir Edward Hay Drummond-Hay (1815–1884), ⚭ Sarah Laura Livingston
          1. Rev. Frederic Drummond-Hay (1839–1922), ⚭ (1) Elizabeth Ann Matthews, ⚭ (2) Emily Fraser Wilkins, ⚭ (3) Bridget Downing Bowies
            1. (1) Mary Laura Drummond-Hay († 1924), ⚭ William James White Nicol
            2. (1) Elizabeth Drummond-Hay, ⚭ Herbert Lloyd Penny
            3. (1) Frederic Edward Drummond-Hay (1868–1948), ⚭ Mary Elizabeth Stone
              1. Frederick Henry Drummond-Hay (* 1893)
              2. Laura Mary Gertrude Drummond-Hay (* 1895), ⚭ Frederick Benjamin Nicol
              3. Edward de Vismes Drummond-Hay (1896–1920)

            4. (1) Robert Drummond-Hay (1870–1907), ⚭ Gertrude Agatha Forbutt
              1. Robert Augustin Tudor Drummond-Hay (1897–nach 1914)
              2. Geoffrey Francis Drummond-Hay (1898–nach 1945), ⚭ Margaret Fenlon
                1. Peter Drummond-Hay (* 1943), ⚭ (1) Carolyn Macdonald, ⚭ (2) Celia Humphris
                  1. (1) Samantha Drummond-Hay (* 1966)
                  2. (2) Luke Drummond-Hay (* 1974)

                2. Alison Drummond-Hay (1946–2009), ⚭ Keith Wills

              3. Ernest Patrick Hay (1900–1988), ⚭ Elsie May Baldwin
                1. Kenneth John Hay (1932–2000), ⚭ Rita Edith Barton
                  1. Roberta Elaine Hay (* 1956), ⚭ Martin William Long

                2. Shirley Patricia Hay (* 1935), ⚭ Peter William Johnson

              4. Barbara Mary Gertrude Drummond-Hay (* 1904), ⚭ Peter George Drummond-Hay (* 1900)
              5. Veronica Florence Muriel Aileen Drummond-Hay (* 1907), ⚭ Alfred Camacho

            5. (1) John Tudor Drummond-Hay (* 1876)
            6. (1) William Charles Drummond-Hay (1878–1906)

          2. Edward Drummond-Hay (1841–1862)

        8. Sir John Drummond-Hay (1816–1893), ⚭ Annette Adelaide Christina Carstensen
          1. Louisa Annette Edia Drummond-Hay († 1902), ⚭ John Brooks
          2. Alice Emily Drummond-Hay († 1940)
          3. Sir Robert Hay-Drummond-Hay (1846–1926), ⚭ Euphemia Katherine Willis-Fleming
            1. Florence Caroline Annette Hay-Drummond-Hay († 1939), ⚭ John Hay Brooks
            2. Arnold Robert Drummond-Hay (1873–1899)
            3. Edward Wilhelm Hay-Drummond-Hay (1877–1941), ⚭ Margaret Alice Meade-Waldo
              1. John Waldo Edward Hay-Drummond-Hay (1906–2004), ⚭ Anne Rachel Prideaux
                1. Robert Prideaux Hay-Drummond-Hay (* 1941), ⚭ Sally Catherine Redfern
                  1. Robert Simon Hay-Drummond-Hay (* 1967), ⚭ Julia Elizabeth Roberts
                    1. Edward John Hay-Drummond-Hay (* 1994)
                    2. Auriol Sophia Hay-Drummond-Hay (* 1996)

                  2. Katherine Louise Hay-Drummond-Hay (* 1973), ⚭ Hamish Baxter
                  3. Caroline Sarah Hay-Drummond-Hay (* 1974), ⚭ Gary Naudé

                2. Auriol Marion Hay-Drummond-Hay (* 1946), ⚭ (1) Donald Alvin Hessener, ⚭ (2) Jeffrey Kennedy Mann
                3. Peter Charles Drummond-Hay (* 1948), ⚭ Lady Bettina Mary Lindsay, Tochter des Robert Lindsay, 29. Earl of Crawford
                  1. Tamsin Rachel Drummond-Hay (* 1977)
                  2. Alice Ruth Drummond-Hay (* 1980)
                  3. Lily Iona Drummond-Hay (* 1983)
                  4. Thomas Auriol Leo Drummond-Hay (* 1989)

              2. Peter Hay-Drummond-Hay (1909–⚔ 1940), ⚭ Clare Margaret Davidson

            4. Cecil Lawrence Hay-Drummond-Hay (1882–1951), ⚭ (1) Jessie Munro, ⚭ (2) Doris Rachel Hill
              1. (1) Robert Lawrence Hay-Drummond-Hay (* 1912)
              2. (2) Annette Alistair Hay-Drummond-Hay (* 1927), ⚭ David Stanford

        9. Thomas Robert Hay Drummond-Hay (1821–1883), ⚭ (1) Louisa Thomson, ⚭ (2) Theresa Anne Augusta Duncombe
          1. (1) Annie Louisa Drummond-Hay († 1938)
          2. (1) Charles Drummond-Hay (1856–1926), ⚭ Alena Cropley
            1. Humphry Ringler Drummond-Hay (1886–1965), ⚭ (1) May Katherine Bury, ⚭ (2) Dorothy Clare Heubach
              1. (1) Athol Bury Drummond-Hay (1913–1988)
              2. (1) George Thomson Drummond-Hay (1916–1983), ⚭ (1) Elizabeth Barbara Fraser, ⚭ (2) Adrienne Ruth Russell Southin, ⚭ (3) Shirlee Marian Montgomery Bryce
                1. (1) Leonard Gordon Drummond-Hay (* 1940)
                2. (1) Elizabeth Sandra Drummond-Hay (* 1945)
                3. (2) Eric Thomson Drummond-Hay (* 1951), ⚭ Mary Elizabeth Murray
                  1. Anne Elizabeth Drummond-Hay (* 1985)
                  2. Charles Thomson Drummond-Hay (* 1987)

                4. (2) Charles Webster Drummond-Hay (* 1952)
                5. (2) Leslie Katherine Drummond-Hay (* 1954)

            2. Eva Auriol Drummond-Hay (1887–1904)
            3. Harold Sandford Drummond-Hay (1891–1951), ⚭ Effie Caldwell Adamson
              1. Charles Robert Drummond-Hay (1917–1966), ⚭ Ina Mary Disbrow
                1. Humphrey Blake Drummond-Hay (* 1945)
                2. Brian Maxwell Drummond-Hay (* 1947)
                3. Lee Sanford Drummond-Hay (* 1950)
                4. Jane McPherson Drummond-Hay (* 1953), ⚭ David Alexander Saba

              2. Jeanette Audrey Drummond-Hay (* 1919)

            4. Doreen Gwendolene Drummond-Hay (* 1909)

          3. (2) Mary Teresa Drummond-Hay († 1943), ⚭ (1) Charles Wellesley Parish, ⚭ (2) Richard Rising Frederick
          4. (2) Frank Drummond-Hay (1862–1863)
          5. (2) Roland Drummond-Hay (1869–1923), ⚭ Helen Kate Binney

        10. George William Drummond-Hay (* 1827)
        11. Sir Francis Ringler Drummond-Hay (1830–1905), ⚭ Margherita Paola
          1. Madeline Mary Drummond-Hay, ⚭ Louis Marie Alexandre Lacau
          2. Louisa Margaret Drummond-Hay († 1925), ⚭ Thomas MacGregor Twynam
          3. Francis Edward Drummond-Hay (1868–1943), ⚭ Eveline Anstey Bennett
            1. Auriol Francis Drummond-Hay (1896–1896)
            2. Claude Francis Drummond-Hay (* 1898), ⚭ (1) Gladys Grant, ⚭ (2) Ellenor Carlin
              1. (1) Peter Drummond-Hay (* 1922)
              2. (2) Joan Drummond-Hay (* 1935)
              3. (2) Judy Drummond-Hay (1936–1937)
              4. (2) John Francis Drummond-Hay (* 1938), ⚭ Beverley Ann Howes
                1. Sean Francis Drummond-Hay (* 1962)
                2. Deborah Joan Drummond-Hay (* 1963)

              5. (2) Jeffrey Derrick Edward Drummond-Hay (* 1943), ⚭ P. Wilson
                1. Rachael Ellenor Drummond-Hay (* 1969)

            3. Donald Drummond-Hay (1906–1961)

          4. Frederick William Drummond-Hay (1870–1923), ⚭ (1) Ellen Marion Deane, ⚭ (2) Louise Agnese Burke Comerford
            1. (1) Ellen Marion Drummond-Hay (1896–1924)
            2. (2) Rita O’Brien Drummond-Hay (* 1906), ⚭ Arthur Harly Whitcomb

          5. Henry Arthur Drummond-Hay (1872–1918), ⚭ Julia Minnie St. Barbe Hill
            1. Muriel Madeline Drummond-Hay, ⚭ (1) Sidney Noe Pollack, ⚭ (2) Rev. Canon Kenneth Arthur Chaffey
            2. Olive Margarita Drummond-Hay, ⚭ Charles William Lockhart-Barker
            3. Constance Auriol Drummond-Hay († 1950), ⚭ John Ernest Macarthur
            4. Cicely Hay Drummond-Hay († 1960), ⚭ Geoffrey Harry Good
            5. Harry Kinfauns Drummond-Hay (1899–1900)

        12. James de Vismes Drummond-Hay (1834–1886), ⚭ (1) Caroline Molinaris, ⚭ (2) Emily Louisa Price, ⚭ (2) Annie Munro
          1. (1) Francis Drummond-Hay), ⚭
          2. (1) Edward Drummond-Hay (1863–1926), ⚭ Jessie Elsden
            1. Leonard Vivian Drummond-Hay (1894–⚔ 1918)
            2. Eric Drummond-Hay (1897–⚔ 1918)

          3. (1) Louisa Caroline Drummond-Hay (1868–1959), ⚭ William St. Vincent Bucknall
          4. (2) Amy Auriol Drummond-Hay, ⚭ Thomas MacGregor Twynam
          5. (2) Mabel Drummond-Hay, ⚭ Rev. Canon Edward North Redfern
          6. (3) Henrietta Wardrop Drummond-Hay (* 1885), ⚭ John Godfrey Sedley

        13. (2) Charlotte Auriol Hay-Drummond († 1875), ⚭ (1) Rev. Edward Lewis, ⚭ (2) Rev. Thomas Jones
        14. (2) Amelia Auriol Hay-Drummond (1794–1871), ⚭ Ven. George Wilkins

      7. Rev. George William Auriol Hay-Drummond (1761–1807), ⚭ (1) Elizabeth Margaret Marshall, ⚭ (2) Maria Birbank
        1. (1) Caroline Edith Hay-Drummond († 1865)
        2. (1) Robert William Hay-Drummond (1786–1861)
        3. (2) Margaret Hay-Drummond, ⚭ Rev. Francis Bazett Grant

    4. Hon. Edward Hay (1722–1779), Gouverneur von Barbados, ⚭ (1) Mary Flower, ⚭ (2) Mary Harbourne Barnewall
      1. (1) Mary Hay († 1799), ⚭ Rt. Rev. Lewis Bagot
      2. (1) Edward Hay (1757–1798), ⚭ Elizabeth Wagstaffe
      3. (1) Rev. Thomas Hay (1759–1830), ⚭ Anne Bragge
      4. (1) Rev. William Robert Hay (1761–1839), ⚭ Mary Wagstaffe
        1. Mary Anne Hay, ⚭ F. T. P. Hankins
        2. Rev. Edward Hay (1800–1860)

  2. William Hay († um 1711)
  3. John Hay of Cromlix († 1740), jakobitischer „Duke of Inverness“, ⚭ Hon. Marjory Murray, Tochter des David Murray, 5. Viscount of Stormont
  4. Lady Margaret Hay († 1707), ⚭ John Erskine, 23. Earl of Mar
  5. Lady Elizabeth Hay († um 1723), ⚭ James Ogilvy, 5. Earl of Findlater

#### Ältere Linie Hay of Kinnoull
1. George Hay, 1. Earl of Kinnoull (1570–1634), ⚭ Margaret Halyburton; → Vorfahren siehe oben: Linie Hay of Megginch
  1. Lady Margaret Hay, ⚭ Alexander Lindsay, 2. Lord Spynie
  2. George Hay, 2. Earl of Kinnoull († 1644), ⚭ Lady Anne Douglas, Tochter des William Douglas, 7. Earl of Morton
    1. George Hay, 3. Earl of Kinnoull († 1650)
    2. William Hay, 4. Earl of Kinnoull († 1677), ⚭ (1) Lady Mary Brudenell, Tochter des Robert Brudenell, 2. Earl of Cardigan, ⚭ (2) Lady Catherine Cecil, Tochter des Charles Cecil, Viscount Cranborne
      1. (2) George Hay, 5. Earl of Kinnoull (⚔ 1687)
      2. (2) William Hay, 6. Earl of Kinnoull († 1709); → Linie erloschen

    3. James Hay
      1. Grizel Hay, ⚭ N.N., Sohn des William Alexander, 1. Earl of Stirling

    4. Lady Mary Hay († 1667), ⚭ George Keith, 7. Earl Marischal
    5. Lady Catherine Hay (1641–1733), ⚭ James Baird, Younger of Auchmedden

#### Linie Hay of Carlisle
1. James Hay, 1. Earl of Carlisle (um 1580–1636), ⚭ (1) Lady Honora Denny, Tochter des Edward Denny, 1. Earl of Norwich, ⚭ (2) Lady Lucy Percy, Tochter des Henry Percy, 3. Earl of Northumberland; → Vorfahren siehe oben: Linie Hay of Megginch
  1. (1) James Hay (*† 1610)
  2. (1) James Hay, 2. Earl of Carlisle (um 1612–1660), ⚭ Lady Margaret Russell, Tochter des Francis Russell, 4. Earl of Bedford; → Linie erloschen

### Linie Hay of Locherworth
1. John de Haya; → Vorfahren siehe oben: Hauptlinie Hay of Erroll
  1. Sir William de Haya, Laird of Locherworth († 1308)
    1. Sir Gilbert de Haya, Laird of Locherworth († nach 1329), ⚭ Margaret Fraser
      1. Sir Thomas Haya, Laird of Locherworth († 1355), ⚭ Lora de Cuningesburgh
        1. Sir Thomas Haya, Laird of Locherworth († 1392)
          1. Sir Thomas Haya, Laird of Locherworth († nach 1397), ⚭ Jean Gifford
            1. Sir William Hay, Laird of Locherworth and Yester († 1421), ⚭ Alice de la Haye, Tochter des Sir Thomas de la Haye, 7. Laird of Erroll († 1406)
              1. Janet Hay, ⚭ Sir Alexander Home, Laird of Home and Dunglas
              2. Margaret Hay († 1484), ⚭ William Douglas, 2. Earl of Angus
              3. Sir Thomas Hay, Laird of Lochorwart and Yester († 1434)
              4. Sir David Hay, Laird of Lochorwart and Yester († 1478), ⚭ Lady Elizabeth Douglas, Tochter des George Douglas, 1. Earl of Angus
                1. John Hay, 1. Lord Hay of Yester (1450–1508); → Nachkommen siehe unten: Linie Hay of Yester

              5. Alice Hay, ⚭ Gilbert Hay († 1436)
              6. Edmund Hay, Laird of Tala
                1. [...]
                  1. Sir John Hay, Laird of Barra, ⚭ (2) Rebecca Thomson
                    1. Thomas Hay, Laird of Alderston and Hermiston (1625–1679), ⚭ Anna Gibson; → Nachkommen siehe unten: Linie Hay of Alderston

                2. [...]; → Nachkommen: Linien Hay of Cocklaw, Faichfield, Mountblairy, Ranfield und Rannes

              7. Elizabeth Hay, ⚭ Duncan Macdowal, Laird of Makerstown

#### Linie Hay of Yester
1. John Hay, 1. Lord Hay of Yester (1450–1508), ⚭ (1) Mariot Lindsay, Tochter von John Lindsay, 1. Lord Lindsay, ⚭ (2) Elizabeth Cunningham; → Vorfahren siehe oben: Linie Hay of Locherworth
  1. (illegitim) Isabel Hay ⚭ Sir Walter Ker of Cessford († 1501)
  2. (1) Sir Thomas Hay, Master of Yester (1470–um 1503), ⚭ Elizabeth Borthwick (1477–1544), Tochter von Alexander Home, 2. Lord Home
    1. (1) Sir Thomas Hay, Master of Yester (um 1483–1508)

  3. (2) John Hay, 2. Lord Hay of Yester (1470–⚔ 1513 bei Flodden Field), ⚭ Elizabeth Crichton
    1. Christian Hay ⚭ William Stewart, 2. Laird of Traquair
    2. John Hay, 3. Lord Hay of Yester († 1543), ⚭ Elizabeth Douglas
      1. Elizabeth Hay, ⚭ George Seton, 4. Lord Seton
      2. Mary Hay, ⚭ William Congalton of that Ilk
      3. John Hay, 4. Lord Hay of Yester († 1557), ⚭  Margaret Livingston, Tochter des William Livingston, 4. Lord Livingston
        1. Margaret Hay, ⚭ Sir Robert Lauder of Poppill
        2. Christian Hay, ⚭ Henry Lauder
        3. Elizabeth Hay († 1581), ⚭ Robert Lauder of the Bass
        4. William Hay, 5. Lord Hay of Yester († 1586), ⚭ Margaret Kerr
          1. Margaret Hay, ⚭ James Borthwick, 7. Lord Borthwick
          2. Catherine Hay, ⚭ Robert Swinton, 20. Laird of Swinton
          3. Jean Hay, ⚭ Sir James Hay of Barra
          4. Elizabeth Hay, ⚭ William Ker of Broomland
          5. Grizel Hay, ⚭ Robert Home, Younger of Heuch
          6. Beatrix Hay, ⚭ William Congilton, Younger of Congilton
          7. William Hay, 6. Lord Hay of Yester († 1591), ⚭ Mary Maxwell, Tochter der Agnes Herries, 4. Lady Herries of Terregles
            1. Margaret Hay († nach 1627)
            2. Jean Hay, ⚭ Alexander Horsburgh
            3. Agnes Hay († nach 1627)
            4. Christian Hay, ⚭ Archibald Newton
            5. Elizabeth Hay, ⚭ James Tweedie of Drumelzier
            6. Grissel Hay, ⚭ George Hepburn of Alderston

          8. James Hay, 7. Lord Hay of Yester († 1609), ⚭ Lady Margaret Kerr, Tochter der Mark Kerr, 1. Earl of Lothian
            1. Hon. Margaret Hay (um 1592–1659), ⚭ Alexander Seton, 1. Earl of Dunfermline
            2. John Hay, 1. Earl of Tweeddale (1593–1653), ⚭ (1) Lady Jean Seton, Tochter des Alexander Seton, 1. Earl of Dunfermline, ⚭ (2) Lady Margaret Montgomerie, Tochter des Alexander Montgomerie, 6. Earl of Eglinton; → Nachkommen siehe unten: Linie Hay of Tweeddale
            3. Robert Hay
            4. Hon. Sir William Hay (nach 1596–1648), Laird of Linplum, ⚭ Anna Murray; → Nachkommen siehe unten: Linie Hay of Linplum

        5. Thomas Hay (* um 1539–1584)
        6. James Hay (* um 1539)

      4. Beatrice Hay (nach 1510–um 1554), ⚭ William Wauchope, Younger of Niddrie
      5. Thomas Hay (nach 1511–um 1557), Priester

    3. Thomas Hay, Priester
    4. John Hay, Laird of Smithfield ⚭ Janet Scott; → Nachkommen siehe unten: Linie Hay of Smithfield
    5. Elizabeth Hay, ⚭ James Tweedie, Laird of Drumelzier
    6. Jean Hay († 1564), ⚭ George Broun, Laird of Broun

  4. (2) George Hay of Menzion (* 1471)
  5. (2) Isobel Hay, ⚭ Sir Robert Lauder of The Bass
  6. (2) Margaret Hay († 1525), ⚭ William Borthwick, 3. Lord Borthwick
  7. (2) William Hay († 1512)
  8. (2) Nicholas Hay († 1498)

##### Linie Hay of Tweeddale
1. John Hay, 1. Earl of Tweeddale (1593–1653), ⚭ (1) Lady Jean Seton, Tochter des Alexander Seton, 1. Earl of Dunfermline, ⚭ (2) Lady Margaret Montgomerie, Tochter des Alexander Montgomerie, 6. Earl of Eglinton; → Vorfahren siehe oben: Linie Hay of Yester
  1. (1) John Hay, 1. Marquess of Tweeddale (1626–1697), ⚭ Lady Jane Scott, Tochter des Walter Scott, 1. Earl of Buccleuch
    1. John Hay, 2. Marquess of Tweeddale (1645–1713), ⚭ Lady Mary Maitland, Tochter des John Maitland, 1. Duke of Lauderdale
      1. Charles Hay, 3. Marquess of Tweeddale (1670–1715), ⚭ Lady Susan Cochrane, Tochter des William Douglas-Hamilton, Duke of Hamilton
        1. John Hay, 4. Marquess of Tweeddale (1695–1762), ⚭ Lady Frances Carteret, Tochter des John Carteret, 2. Earl Granville
          1. Lady Susanna Hay (1750–1757)
          2. John Hay (1751–vor 1762)
          3. Lady Catherine Hay (1753–1776), ⚭ William Hay († 1781)
          4. Lady Grace Hay (1753–1771)
          5. George Hay, 5. Marquess of Tweeddale (1758–1770)

        2. George Hay, 6. Marquess of Tweeddale (um 1699–1787)
        3. Lord Charles Hay (um 1700–1760), Major-General der British Army

      2. Lord John Hay († 1706), Brigadier-General der Scots Army, ⚭ (1) Lady Elizabeth Dalzell, Tochter des James Dalzell, 3. Earl of Carnwath, ⚭ (2) Elizabeth Orby, Tochter des Sir Thomas Orby, 1. Baronet
      3. Lord William Hay, Laird of Newhall († 1723), Brigadier-General der British Army, ⚭ Margaret Hay, Tochter des John Hay, Younger of Linplum
        1. John Hay, Laird of Newhall († 1765), ⚭ Dorothy Hayhurst
          1. George Hay, 7. Marquess of Tweeddale (1753–1804), ⚭ Lady Hannah Charlotte Maitland, Tochter des James Maitland, 7. Earl of Lauderdale
            1. George Hay, 8. Marquess of Tweeddale (1787–1876), Field Marhal der British Army, ⚭ Lady Susan Montagu, Tochter des William Montagu, 5. Duke of Manchester
              1. Lady Susan Georgiana Hay († 1853), ⚭ James Broun-Ramsay, 1. Marquess of Dalhousie
              2. Lady Hannah Charlotte Hay († 1887), ⚭ Simon Watson-Taylor
              3. Lady Jane Hay († 1920), ⚭ General Sir Richard Taylor
              4. Lady Louisa Jane Hay († 1882), ⚭ Robert Balfour Wardlaw-Ramsay
              5. Lady Elizabeth Hay (1820–1904), ⚭ Arthur Wellesley, 2. Duke of Wellington
              6. George Hay, Earl of Gifford (1822–1862), ⚭ Helen Selina Sheridan
              7. Arthur Hay, 9. Marquess of Tweeddale (1824–1878), ⚭ (1) Helena Eleanora Augusta de Kielmansegge, ⚭ (2) Julia Charlotte Sophia Stewart-Mackenzie
              8. William Hay, 10. Marquess of Tweeddale (1826–1911), ⚭ Candida Louise Bartolucci
                1. Lady Susan Elizabeth Clementine Hay (* 1879), ⚭ Walter Waring
                2. Lady Candida Louisa Hay (* 1882)
                3. William Hay, 11. Marquess of Tweeddale (1884–1967), ⚭ (1) Marguerite Christine Ralli, ⚭ (2) Marjorie Helen Wagg
                  1. Lady Hélène Candida Hay (1913–2011), ⚭ Lionel Berry, 2. Viscount Kemsley
                  2. Lady Marguerite Georgina Hay (1916–2003), ⚭ Arthur Nicholas Coleridge
                  3. Lady Christine Daphne Hay (1919–2000), ⚭ David Morley-Fletcher
                  4. Lady Frances Elizabeth Ann Hay (* 1926), ⚭ Nigel Arthur Pearson

                4. Lord Arthur Vincent Hay (1886–⚔ 1914), ⚭ Menda Ralli
                  1. Jean Hay (1912–1993), ⚭ Sir William Vivian Makins, 3. Baronet

                5. Lord Edward Douglas John Hay (1888–1944), Major-General der British Army, ⚭ (1) Violet Florence Catherine Barclay, ⚭ (2) Audrey Clara Lilian Latham, Tochter des Sir Thomas Paul Latham, 1. Baronet
                  1. Lady Marioth Christina Hay (1918–2006), ⚭ George Richard Trotter
                  2. David Hay, 12. Marquess of Tweeddale (1921–1979), ⚭ (1) Hon. Sonia Mary Peake, Tochter des Osbert Peake, 1. Viscount Ingleby, ⚭ (2) Nella Doreen Dutton,
                    1. (1) Edward Hay, 13. Marquess of Tweeddale (1947–2005)
                    2. (1) Charles Hay, 14. Marquess of Tweeddale (* 1947)
                    3. (1) Lord Alistair James Montagu Hay (* 1955)
                    4. (2) Lord Andrew Arthur George Hay (* 1959), ⚭ Rosanna Meryl Booth
                      1. Angus Hay (* 1991)
                      2. Rory Hay (* 1993)

                    5. (2) Lord Hamish David Montagu Hay (* 1959)

                  3. Lady Caroline Susan Elizabeth Hay (* 1930), ⚭ (1) Richard Noel Marshall Armitage, ⚭ (2) Reginald Charles Tyrrell

              9. Lord John Hay (1827–1916), Admiral of the Fleet der Royal Navy, ⚭ Annie Christina Lambert
                1. John Arthur Lambert Hay (1877–1944)
                2. Minnie Christina Brenda Hay (1880–1954), ⚭ Sholto Charles Douglas, Lord Aberdour, Sohn des Sholto Douglas, 19. Earl of Morton
                3. Thomas William Hay (1882–1956)
                4. Annie Norna Hay (1885–1886)

              10. Lady Emily Hay (1836–1924), ⚭ Sir Robert Peel, 3. Baronet

            2. Lord James Hay (1788–1862), General der British Army, ⚭ Elizabeth Forbes
              1. James Gordon Hay (1815–1883), ⚭ Mary Catherine Cox
                1. Gilbert James Hay (1879–1883)
                2. Malcolm Vivian Hay of Seaton (1881–1962), ⚭ (1) Florence de Thiene, Tochter des Gaétan Mabille du Chêne, Comte de Thiene, ⚭ (2) Alice Ivy Wigmore
                  1. James Malcolm Hay of Seaton (1907–1987), ⚭ Mary Eleanora Basset Curzon
                    1. Elizabeth Mary Hay (* 1942), ⚭ David Buchanan Gillespie
                    2. Joanna Margaret Hay (* 1945), ⚭ Ewen Duncan Cameron
                    3. Malcolm Charles Hay of Seaton (* 1956), ⚭ Deborah Louise Rouse
                      1. James Malcolm Douglas Hay (* 1985), ⚭ Edwina Chantal Elizabeth Langley
                        1. Gilbert Christopher Malcolm Hay (* 2021)

                      2. Oliver Charles Quintin Hay (* 1987)
                      3. Georgina Eileen Hay (* 1990)
                      4. Isabella Jane Hay (* 1993)
                      5. Katharine Louise Hay (* 1993)

                    4. Nicola Anne Hay (* 1958), ⚭ Andrew Lachlan Rattray, 29. Laird of Rattray

                  2. Elizabeth Charlotte Sarah Hay (* um 1908), ⚭ Sir Arnold Wienholt Hodson
                  3. Georgina Catherine Hay (1910–1989), ⚭ George Richard Williams
                  4. Frances Mary Hay (1914–1994), ⚭ Arthur Ernest Parker
                  5. Peter Brian Hay (1918–2004), ⚭ Marigold Armatrude Eden
                    1. Angus Malcolm Hay (* 1947), ⚭ Miranda Bellville
                    2. James Andrew Hay (* 1949), ⚭ Emma Stable
                    3. Charlotte Jeradine Hay (* 1959), ⚭ John Paul Deacon

                3. Cuthbert Joseph Hay (1882–1970), ⚭ Letitia Griffith Fausset
                  1. Mary Vivien Hay (* 1909), ⚭ (1) John Ohlsson Ripley, ⚭ (2) Samuel K. Jerome
                  2. Margaret Patricia Hay (1911–1987), ⚭ W. D. K. Franklin
                  3. Mary Charlotte Hay (* 1915), ⚭ Neil Sylvester Smith
                  4. Ronald Cuthbert Hay (1916–2001), ⚭ Barbara Grange
                    1. Penelope Rochfort Hay (* 1946), ⚭ John Julius Roger
                    2. Charles Edward Ronald Hay (* 1948), ⚭ Susan Rodica Prendergast
                      1. Jeremy Charles Hay (* 1976)
                      2. Hannah Rodica Barbara Hay (* 1980)

                    3. Sarah Elizabeth Hay (* 1951), ⚭ Alistair Macrae
                    4. James Philip Burness Hay (* 1957), ⚭ Jacqueline Elizabeth Gallery
                      1. Rebecca Elizabeth Barbara Hay (* 1997)

                  5. John Malcolm Hay (* 1918), ⚭ Alice Gertrude Maria Moore
                    1. Richard Malcolm Hay (* 1953), ⚭ Maureen Loretta Larkin
                      1. David Richard Hay (* 1983)
                      2. Katie Elizabeth Hay (* 1985)

              2. Louis-Margaret Gordon Hay (1820–1890), ⚭ Baron Théodore Gudin

            3. Lady Dorothea Frances Hay (um 1789–1875), ⚭ John Henry Ley
            4. Lady Hannah Charlotte Hay (um 1792–1876), ⚭ John Tharp
            5. Lord John Hay (1793–1851), Rear-Admiral der Royal Navy, ⚭ Mary Anne Cameron
            6. Lady Elizabeth Hay (um 1794–1868), ⚭ James Joseph Hope-Vere
            7. Lady Julia Tomlinson Hay (1797–1835), ⚭ John Hobhouse, 1. Baron Broughton
            8. Lord Edward George Hay (1799–1862)
            9. Rev. Lord Thomas Hay (1800–1890), ⚭ Harriet Kinloch, Tochter des Sir Alexander Kinloch, 8. Baronet (of Gilmerton)

          2. William Hay († 1781), ⚭ (1) Lady Catherine Hay, Tochter des John Hay, 4. Marquess of Tweedale, ⚭ (2) Mary Nisbet
            1. Frances Hay (1775–1801), ⚭ Hon. Charles Tollemache, Sohn der Louisa Tollemache, 7. Countess of Dysart

          3. Edward Hay-MacKenzie of Newhall and Cromartie († 1814), ⚭ Hon. Maria Murray-Mackenzie, Tochter des George Murray, 6. Lord Elibank
            1. Isabella Hay-Mackenzie, ⚭ John Buckle
            2. Dorothea Hay-Mackenzie († 1820), ⚭ Sir David Hunter Blair, 3. Baronet (of Blairquhan)
            3. Georgina Ann Hay-Mackenzie († 1895), ⚭ James Carr-Boyle, 5. Earl of Glasgow
            4. John Hay-Mackenzie (um 1792–1849), ⚭ Anne Gibson-Craig, Tochter des Sir James Gibson-Craig, 1. Baronet (of Riccarton)
              1. Anne Hay-Mackenzie, 1. Countess of Cromartie (1829–1888), ⚭ George Sutherland-Leveson-Gower, 3. Duke of Sutherland

          4. Dorothea Hay († 1814), ⚭ James Hay of Belton (1710–1798)
          5. Margaret Hay († 1838), ⚭ Alan Makdougal

        2. James Hay († 1779)
        3. Richard Hay-Newton († 1776), ⚭ Anne Stuart
          1. John Hay-Newton († 1789)
          2. Richard Hay-Newton († 1793)
          3. Jane Hay-Newton, ⚭ James Walker of Dalry
          4. William Hay-Newton (1747–1829), ⚭ Alicia Foster
            1. Richard Hay-Newton († 1848)
            2. George Foster Primrose-Hay († 1856), ⚭ Jane Primrose
            3. John Stuart Hay-Newton († 1863), ⚭ Margaret Eliza Fairlie
              1. Margaret Hay-Newton († 1908), ⚭ Gustavus Irwin Knight
              2. Alice Wilhelmina Mary Hay-Newton († 1896), ⚭ Frederick William Brown Gustave Fergusson
              3. Ernestine Hay-Newton († 1874), ⚭ Evan Allen Hunter
              4. Ida Mary Hay-Newton († 1930), ⚭ Thomas Colcott Fox
              5. William Drummond Ogilby Hay-Newton (1832–1916), ⚭ Adeline Charlotte Gordon
                1. Albreda Julia Hay-Newton († 1950)
                2. George Hay-Newton (1872–1968)
                3. Stuart Hay-Newton (1876–1960), ⚭ Inna Vera Evelyn Scott
                  1. Inna Veronica Adeline Hay-Newto (* 1909), ⚭ Stanley Oswald Jones
                  2. Vera Jean Hay-Newton (* 1910)
                  3. Evelyn Sheelagh Hay-Newton (* 1910)

              6. Francis John Stuart Hay-Newton (1843–1913), ⚭ Lucy Jane Fergusson

            4. Anthony James Hay-Newton
            5. William Waring Hay-Newton (1795–1860), ⚭ (1) Jane Frances Gregson, ⚭ (2) Jane Clerk-Rattray

        4. Susan Hay, ⚭ John Scott
        5. Jane Hay, ⚭ Archibald Murray of Murrayfield

      4. Lady Anne Hay, ⚭ William Ross, 12. Lord Ross
      5. Lady Jean Hay († 1731), ⚭ John Hamilton-Leslie, 9. Earl of Rothes

    2. Lady Jane Hay († 1729), ⚭ William Douglas, 1. Earl of March
    3. Lord David Hay, Laird of Belton (1656–1726), ⚭ Rachel Hayes
      1. Jean Hay († 1764), ⚭ Alexander Hay of Drumelzier
      2. James Hay of Belton (1710–1798), ⚭ Dorothea Hay, Tochter des John Hay, Laird of Newhall († 1765)
        1. David Hay of Belton (1781–1819)
        2. George Hay of Belton (1784–1798)
        3. James Hay of Belton (1786–1857), Rear-Admiral der Royal Navy, ⚭ Mary Stewart
          1. Isabella Agnew Hay († 1904), ⚭ James Baird of Auchmedden
          2. Mary Stewart Hay († 1903), ⚭ Henry Leslie Hunt
          3. Agnes Morgan Hay († 1926), ⚭ General Edward Herbert Maxwell († 1885)
          4. Adelaide Louisa Hay († 1900), ⚭ Francis Maxwell of Gribton
          5. Laura Buchan Hay († 1926), ⚭ William Weir
          6. James George Baird-Hay (1826–1913), ⚭ Jane Baird
          7. Sir Robert John Hay (1828–1910), Lieutenant-General der British Army, ⚭  Georgina Harvey Ramsay, Tochter des Sir Alexander Ramsay, 2. Baronet (of Balmain)
            1. David Hay (1862–1912)
            2. Edward Hay (1865–⚔ 1884)
            3. James Hay of Belton (1870–1954), ⚭ Grace Elinor Horatio Gilchrist-Clark
            4. Archibald Hay (1872–⚔ 1917)

          8. Lauderdale Hay (1829–1851)
          9. David Hay (1833–1858)
          10. Edward Hay (1835–⚔ 1864)

    4. Lady Margaret Hay (1657–1753), ⚭ Robert Ker, 3. Earl of Roxburghe
    5. Lord Alexander Hay (1663–1737), ⚭ Catherine Charteris
      1. Catherine Hay († 1759), ⚭ Sir Philip Anstruther, 2. Baronet (of Balcaskie)
      2. John Hay (1698–1758)
      3. William Hay (* 1699), ⚭ Elizabeth Sinclair, Tochter des Sir Robert Sinclair, 5. Baronet (of Stevenston)
        1. William Hay († 1795)
        2. John Hay († 1783)
        3. Robert Hay († 1844), ⚭ Catherine Babington
          1. Sarah Catherine Isabella Hay († 1909), ⚭ Frederick Henry Wood
          2. William Hay (1792–1855), ⚭ Sarah Sparkes
          3. Catherine Hay (1794–1838), ⚭ Vice-Admiral Alexander Renton Kirkpatrick Sharpe († 1860)
          4. Elizabeth Hay (* 1795)
          5. Isabella Hay (* 1796)
          6. Rebecca Hay (* 1798)
          7. Robert Hay (* 1799)
          8. Humphrey Hay (* 1800)
          9. Alexander Hay (* 1802)
          10. Ralph Hay (* 1803)
          11. Frances Ann Hay (* 1805)
          12. Letitia Hay (* 1808)
          13. Georgina Hay (* 1810)
          14. John Hay (* 1812)

  2. (2) Hon. William Hay, Laird of Drumelzier (1649–1726), ⚭ Hon. Elizabeth Seton, Tochter des Alexander Seton, 1. Viscount of Kingston
    1. Alexander Hay, Laird of Drumelzier († 1789), ⚭ (1) Anne Stewart, Tochter des Alexander Stewart, 5. Lord Blantyre, ⚭ (2) Jean Hay, Tochter des Lord David Hay (1656–1726)
      1. Alexander Hay († 1758)
      2. Anne Hay († 1807), ⚭ Sir Patrick Hepburn-Murray, 4. Baronet (of Balmanno)
      3. Margaret Hay († 1809), ⚭ Sir Henry Seton, 4. Baronet (of Abercorn)
      4. Robert Hay (1731–1807), ⚭ Janet Erskine
        1. Henrietta Hay († 1854), ⚭ Charles Alexander Moir of Leckie
        2. William Hay (1788–1876), ⚭ Mary Garstin
          1. Mary Hay († 1855)
          2. Anne Elizabeth Hay († 1919), ⚭ Robert Graham Moir of Leckie
          3. Janet Matilda Hay († 1908), ⚭ Charles Thomas Constantin Grant of Kilgraston
          4. Cordelia Hay, ⚭ J. B. Yonge
          5. William James Hay (1827–1893), ⚭ Margaret Caroline Hay
          6. Alexander Charles Hay (1829–1893), General der Madras Army ⚭ Annie Dobbs
            1. Mary Henrietta Hay († 1936), ⚭ Sir Neville Francis Fitzgerald Chamberlain
            2. Helen Cordelia Hay († 1946), ⚭ Edwin Robert John Sandys-Lumsdaine
            3. William Hope Hay (1862–1920), ⚭ Emma Elizabeth Bates
              1. William Frank Hay (1892–1940), ⚭ Una Constance Clerk
              2. George Harold Hay (1893–1967), ⚭ Patricia Mary Hugonin
                1. Caroline Mary Hay (* 1944), ⚭ George Michael Mackinnon Thomson
                2. Barbara Elizabeth Hay (* 1947), ⚭ Dr. Michael John Chevalier Asher
                3. Alexander Douglas Hay (* 1948), ⚭ Aline Mary Macdougall
                  1. Robert Alexander Hay (* 1976), ⚭ Sophia Juliet Whitbread
                    1. Felix Edward Whitbread Hay (* 2014)
                    2. Sebastian James Whitbread Hay (* 2016)
                    3. Daphne Theresa Whitbread Hay (* 2018)

                  2. Caroline Laura Hay (* 1978)

                4. Philip Antony Hay (* 1950), ⚭ Helena Anne Sim
                  1. Felicity Patricia Hay (* 1977)
                  2. George Francis Hay (* 1979)

            4. Francis Stuart Hay (1863–1928), ⚭ Laura Elizabeth Fordyce-Buchan
            5. Charles Alfred Hay (1867–1930), ⚭ Florence Olga Dickinson
              1. Aileen Anne Hay (* 1899), ⚭ William John Carless

            6. Alexander Graham Hay (1871–1942), ⚭ Antoinetta Sylvester, ⚭ Stella Dalrymple Ross
            7. Edward George Hay (1879–1945), ⚭ Ascelin Frances Collett Collett-Mason
              1. Nora Margaret Hay (* 1922), ⚭ John Robertson Campbell

          7. Robert Mordaunt Hay (1833–1910)

        3. James Hay (1790–1819)
        4. Alexander Hay (1796–⚔ 1815 bei Waterloo)
        5. Robert Hay (1799–1863), ⚭ Kalitza Psaraki
          1. Kalitza Janet Erskine Christian Hay († 1914), ⚭ George Stirling Home Drummond of Blair-Drummond and Ardoch
          2. Robert James Alexander Hay (1840–1928), ⚭ Caterina Maria Teresa de Frescobaldi, Tochter des Giuseppe de Frescobaldi, Marchese di Monte Castello
            1. Robert William Seton Hay (1878–1965), ⚭ Maria Baratti
              1. Robert Dino James Hay (1901–1977), ⚭ Laura Fochetti
                1. Patricia Caterina Maria Hay (* 1944)
                2. William Robert Alexander Hay (* 1947)

              2. Caterina Mary Elisa Hay (1904–1938)
              3. Alexander Giuseppe Hay (* 1906), ⚭ Giovanna Bice Dasso
                1. Mary Grace Alexandra Hay (* 1939), ⚭ Manfredo Manfredi
                2. Andrew Alexander Mario Hay (* 1941), ⚭ Maria Pia Antoinetta Mancini
                  1. Alexander Hay (* 1966)
                  2. Massimo Hay (* 1971)
                  3. Maurizio Hay (* 1973)

                3. Roberta Alexandra Hay (* 1942), ⚭ Alberto Bonotti
                4. Jane Alexandra Hay (* 1948)
                5. Daniela Alexandra Hay (* 1953)

            2. Charles Hay (1879–1879)
            3. Alexander James Dino Hay (1879–1956)

          3. James William Hay (1841–1917), ⚭ Josephine Maria Ruth Alvarez-Molyneux
            1. Daisy Maria Kalitza Hay
            2. Madeline Christian Hay

        6. Charles Erskine Hay (1801–1827)

    2. William Hay
    3. Margaret Hay (um 1698–1782), ⚭ Robert Stuart, 7. Lord Blantyre

##### Linie Hay of Linplum
1. Hon. Sir William Hay (nach 1596–1648), Laird of Linplum, ⚭ Anna Murray; → Vorfahren siehe oben: Linie Hay of Yester
  1. Sir James Hay, 1. Baronet (of Linplum) († 1704), ⚭ (1) Jean Scott, ⚭ (2) Anna Livingston
    1. John Hay, Younger of Linplum († 1687), ⚭ Jean Foulis, Tochter des Sir John Foulis, 1. Baronet (of Ravelston)
      1. Margaret Hay (1686–1758), ⚭ Lord William Hay of Newhall († 1723)

    2. Sir Robert Hay, 2. Baronet (of Linplum) († 1751); → Linie erloschen
    3. Jean Hay († 1732)
    4. Isobell Hay († 1732)

  2. Margaret Hay, ⚭ Sir John Baird, Lord Newbyth († 1698), Richter am Court of Session

##### Linie Hay of Smithfield
1. John Hay, Laird of Smithfield ⚭ Janet Scott; → Vorfahren siehe oben: Linie Hay of Yester
  1. Thomas Hay, Laird of Smithfield († 1570)
    1. John Hay, Laird of Smithfield († 1628)
      1. Sir James Hay, 1. Baronet (of Smithfield) († 1654), ⚭ Sidney Massey
        1. Anne Hay († 1700), ⚭ James Douglas, 10. Earl of Morton
        2. Sir John Hay, 2. Baronet (of Smithfield) († 1659)
          1. Sir James Hay, 3. Baronet (of Smithfield) (1652–1683)

        3. William Hay

  2. James Hay († 1540)
  3. John Hay ⚭ Marion Ker
    1. Andrew Hay, Laird of Haystoun († 1655), ⚭ Janet Hay
      1. John Hay, Laird of Haystoun († 1669)
        1. John Hay, Laird of Haystoun († nach 1689), ⚭ Janet Murray
          1. John Hay, Laird of Haystoun († 1762), ⚭ Grizel Thomson
            1. Sir James Hay, 4. Baronet (of Smithfield) († 1810), ⚭ Dorriel Campbell
              1. Elizabeth Hay (1750–1802), ⚭ Sir William Forbes, 6. Baronet (of Monymusk)
              2. Sir John Hay, 5. Baronet (of Smithfield) (1755–1830), ⚭ Hon. Mary Elizabeth Forbes, Tochter des James Forbes, 16. Lord Forbes
                1. Sir John Hay, 6. Baronet (of Smithfield) (1788–1838), MP
                2. Catherine Hay (* 1789)
                3. Mary Hay (1792–1877), ⚭ George Forbes
                4. Robert Hay (* 1793)
                5. Sir Adam Hay, 7. Baronet (of Smithfield) (1795–1867), MP, ⚭ Henrietta Callender Grant
                  1. Sir Robert Hay, 8. Baronet (of Smithfield) (1825–1885), ⚭ Sarah Duncan
                    1. Henrietta Louisa Hay († 1944)
                    2. Adele Hay († 1931), ⚭ Hon. Charles H. Scudamore-Stanhope
                    3. Sir John Adam Hay, 9. Baronet (of Smithfield) (1854–1895), ⚭ Anne Salisbury Mary Meliora Milliken-Napier, Tochter des Sir Robert Milliken-Napier, 9. Baronet (of Merchistoun)
                      1. Meliora Hay, ⚭ Mark Sprot
                      2. Doriel Hay († 1941), ⚭ Vice-Admiral Hon. Arthur Brandreth Scott Dutton
                      3. Sir Duncan Hay, 10. Baronet (of Smithfield) (1882–1965), ⚭ Lavinia Mary Houston

                    4. Alexander Duncan Hay (1858–1881)
                    5. Athole Stanhope Hay (1861–1933), ⚭ Caroline Margaret Cunard, Tochter des Sir Edward Cunard, 2. Baronet (of Halifax)
                      1. Robert Athole Hay (1890–1939), ⚭ Margaret Heywood Jones
                        1. Elizabeth Hay (* 1915), ⚭ (1) David Hammond-Chambers-Borgnis, ⚭ (2) Edward Knight
                        2. Caroline Margaret Hay (1916–1982), ⚭ Henry Hepburne-Scott, 10. Lord Polwarth
                        3. John Heywood Hay (1920–1923)
                        4. Sarah Dorothea Hay (1924–2018), ⚭ David Rimington Tetley

                      2. Sir Bache Hay, 11. Baronet (of Smithfield) (1892–1966), ⚭ Judith Mimi Poole
                        1. Martin John Hay (1919–⚔ 1941)

                      3. Athole Hay (1901–1938), ⚭ Silvia Fausset Baker

                    6. Robert Butler Hay (1864–1912), ⚭ Ella Bulkeley-Johnson
                      1. Grizel Butler Hay (* 1900), ⚭ Robert Harvey Combe

                  2. Dorothea Hay (um 1828–1923), ⚭ Henry Scudamore-Stanhope, 9. Earl of Chesterfield
                  3. Louisa Grace Hay (um 1831–1883), ⚭ James Wolfe Murray

                6. Elizabeth Hay (1797–1859), ⚭ Sir David Blair, 3. Baronet (of Blairquhan)
                7. Grace Hay (1798–1837), ⚭ Mathew Norman Macdonald Hume
                8. Jane Hay (1799–1861), ⚭ Charles Mackenzie-Fraser, 10. Laird of Inverallochy, 6. Laird of Castle Fraser

            2. Adam Hay († 1775), MP
            3. Jean Hay, ⚭ Dr. Hamilton

      2. Andrew Hay

    2. John Hay
    3. William Hay

#### Linie Hay of Alderston
1. Thomas Hay, Laird of Alderston and Hermiston (1625–1679), ⚭ Anna Gibson; → Vorfahren siehe oben: Linie Hay of Locherworth
  1. Sir John Hay, 1. Baronet (of Alderston) († 1706), ⚭ Catherine Suttie, Tochter des Sir George Suttie, 1. Baronet (of Balgonie)
    1. Sir Thomas Hay, 2. Baronet (of Alderston) († 1769), ⚭ (1) Eleanor Dalrymple, Tochter des Hon. Sir Hew Dalrymple, 1. Baronet (of North Berwick), ⚭ (2) Hon. Frances Berkeley, Tochter des William Berkeley, 4. Baron Berkeley of Stratton, ⚭ (3) Peggy Don
    2. Sir George Hay-Makdougall, 3. Baronet (of Alderston) (1705–1777), ⚭ Barbara Makdougall
      1. Anne Hay-Makdougall (* 1733), ⚭ John Scott, 6. Laird of Gala
      2. Sir Henry Hay-Makdougall, 4. Baronet (of Alderston) (um 1750–1825), ⚭ Isabella Douglas, Tochter des Admiral Sir James Douglas, 1. Baronet (of Maxwell)

    3. Margaret Hay, ⚭ John Mackenzie of Delvine

  2. Alexander Hay (1675–1745), ⚭ Mary Gordon of Lismore
    1. Thomas Hay, Lord Huntingdon († 1755), Richter am Court of Session, ⚭ Margaret Murray, Tochter des Sir David Murray, 2. Baronet (of Stanhope)
      1. Patrick Hay († 1822), ⚭ Sarah Dashwood
        1. Anna Marcia Hay, ⚭ John Ruxton
        2. Patrick Martin Hay (* 1786), ⚭ Mary Susan Clark
        3. Thomas Hay (* 1790), ⚭ Mary Newell Maxwell

      2. Margaret Hay, ⚭ (1) Mr. Wewn, ⚭ (2) Sir Alexander Charles George Leith, 1. Baronet (of Burgh St. Peter)
      3. Alexander Hay, Laird of Mordington (1731–1788), ⚭ (1) Jane Douglas, ⚭ (2) Joanna Pringle
        1. Sir Thomas Hay, 5. Baronet (of Alderston) († 1832), ⚭ Anna Howard
          1. Sir James Douglas Hamilton Hay, 6. Baronet (of Alderston), ⚭ Jane Sanders (1800–1873)
            1. Anna Maria Hay, ⚭ John Morison
            2. Mary Jane Hay, ⚭ Samuel Fleming Smith
            3. Augusta Hay, ⚭ St. Lawrence Berford
            4. Louisa Hay
            5. Harriotte Charlotte Elizabeth Hay († 1916)
            6. Sir Hector Maclean Hay, 7. Baronet (of Alderston) (1821–1916), ⚭ (1) Ann Charlotte White, ⚭ (2) Julia, ⚭ (3) Florence Anne Wilkinson
            7. William Thomas Hay (1822–1886), ⚭ Isabella Charles
              1. Sir William Henry Hay, 8. Baronet (of Alderston) (1867–1927)
              2. Edward Hamilton Hay, de iure 9. Baronet (of Alderston) (1870–1936)
              3. Frederick Howard Hay († 1934), ⚭ May Elizabeth Tomlinson
                1. Sir Frederick Baden-Powell Hay, 10. Baronet (of Alderston) (1900–1985), ⚭ Henrietta Margaret Reid
                2. Lucy Hay (1901–um 1990)
                3. Sir Ronald Nelson Hay, 11. Baronet (of Alderston) (1910–1988), ⚭ Rita Munyard
                  1. Sir Ronald Frederick Hamilton Hay, 12. Baronet (of Alderston) (* 1941), ⚭ Kathleen Thake
                    1. Alexander James Hay Hay, Younger of Alderston (* 1979)
                    2. Sarah Jane Hay (* 1981)
                    3. Anthony Ronald Hay (* 1984)

                  2. Pamela Rosemary Hay (* 1945), ⚭ Michael Edward Finnegan

                4. Thelma Violet Hay (1913–2011), ⚭ Frank Coulton

              4. James Herbert Hay (* 1873)

            8. Hamilton Staveley Augustus Lindley Hay (1824–1884), ⚭ Agnes Swinton Carfrae
              1. Agnes Jane Hay († 1911)
              2. Douglas Hamilton Hay (1854–1872)
              3. Henry Campbell Hay (* 1859)

            9. Howard Augustus Hay (1828–1884), ⚭ Sarah Harris
              1. Jane Sophia Louisa Hay, ⚭ William Watt
              2. William James Henry Beachell Hay (* 1856)
              3. Douglas Hector Hay (* 1869), ⚭ Amy Margaret Jansen
                1. Douglas Howard Jerome Hay (* 1898)
                2. Thelma Arline Hay (* 1903)

            10. Henry Cranston Hay (1831–1890)

        2. (2) John Hay (1775–1864), ⚭ Christian Ker
          1. George Ker Hay († 1828)
          2. Alexander Murray Hay (1799–1864), ⚭ Eleanor Mylechreest
            1. Thomas Alexander Hay (1843–1912), ⚭ Harriet Edwards
              1. Harriet Eleanor Hay (* 1878)

            2. James Shaw Hay (1850–1908), ⚭ (1) Charlotte Anne Corlett, ⚭ (2) Arminal Walmsley Scotson
              1. (1) Lizzie Hilda Hay (1881–1952)
              2. (1) Conran Ker Hay (1882–1958), ⚭ Grace Horsfield
                1. Alexander Horsfield Hay (1912–1997), ⚭ Bernice Louise Woodward
                  1. Arminal Elizabeth Hay (* 1943), ⚭ (1) Valerian Dare-Bryan, ⚭ (2) Martin J. Turner
                  2. Conran Alexander Hay (* 1946), ⚭ Sandra Elizabeth Read
                    1. Alexandra Elizabeth Hay (* 1982)

                  3. Thomas Carlton Hay (* 1951), ⚭ Ellen Brabson MacKeith
                    1. Catherine Blakeslee Hay (* 1984)
                    2. Alexander MacKeith Hay (* 1986)

                2. Arminal Grace Hay (* 1916), ⚭ Charles Sweeney
                3. Gordon Conran Hay (* 1919), ⚭ Elizabeth Jean Stevenson
                  1. Stuart Gordon Hay (* 1946), ⚭ Christiane Morisset
                    1. Gregoire Alexander Hay (* 1976)

                  2. Alexander Edward Hay (* 1949), ⚭ Jocelyn Hellou
                    1. Natasha Bronwen Hay (* 1986)
                    2. Philip Conran Hay (* 1988)

                  3. Elizabeth Grace Hay (* 1951), ⚭ Mark Fried
                  4. Jean Anne Hay (* 1957), ⚭ Ignatius Solis

              3. (1) Thomas Corlett Hay (1883–1952), ⚭ Muriel Dant
                1. Pamela June Hay (* 1931), ⚭ John G. Ewing
                2. Bettine Muriel Hay (* 1932), ⚭ René Bouganon

              4. (2) Muriel Scotson Hay (* 1891), ⚭ Georges Louis Bard

          3. William Ker Hay (1800–1893), Surgeon-General der Madras Army, ⚭ Catherine Norvell
            1. Mary Loraine Hay, ⚭ Henry Wilberforce Bird
            2. Christina Hay (1829–1916), ⚭ Samuel White Hennah

          4. Thomas Pasley Hay (1801–1858), ⚭ Georgette Heine Arnaud
            1. Mary Elizabeth Hay († 1885), ⚭ Charles Bathurst
            2. Woulfe Hay (1836–1910), Major-General der British-Indian Army, ⚭ Alida Maria Porteous
              1. Henry Thomas Horatio Hay (1863–1934), ⚭ Mary Margaret Corser
                1. Douglas Woulfe Hay (1897–⚔ 1918)
                2. Alida Mary Hay (* 1899), ⚭ John Kaye Tickell

              2. James Douglas Hay (1865–1952), ⚭ Florence Louisa Price
              3. Mary Conran Hay (1869–1951), ⚭ Charles Stansfield Hicks
              4. Emily Henrietta Hay (1869–1959)
              5. Frederick George Hay (1870–1904)
              6. Alexander Hay (1872–1925), ⚭ Kathleen Hare
                1. James Woulfe Hay (* 1910), ⚭ Edith Mary Myrton
                  1. Bertha Lillian Hay (* 1934)
                  2. Hilda Rose Hay (* 1937)

                2. William Henry Ker Hay (* 1912), ⚭ Violet May Mortimer
                  1. Lynette Florence Hay (* 1939)
                  2. Evadne Felicity Hay (* 1943)
                  3. Merilyn Wendy Hay (* 1951)

              7. Annie Ker Hay (1875–1958)
              8. Lucy Catherine Hay (um 1877–1916), ⚭ Cuthbert Collingwood

            3. Sir James Shaw Hay (1839–1924), ⚭ (1) Jane Morin, ⚭ (2) Frances Marie Polatza, ⚭ (3) Isabella Graham Cockburn
              1. (1) Margaret Eleanor Hay († 1955), ⚭ Harold Wolstenholme Cobb

            4. Loraine Geddes Hay (1847–1904), ⚭ Emily Alice Macdonald
              1. Mary Georgina Hay, ⚭ Arthur John Fortnum
              2. Margaret Emily Hay, ⚭ Clanfergal George Chantrell O’Halloran
              3. Hilda Rose Hay, ⚭ A. R. Davidson Kemp
              4. Loraine Macdonald Hay (1883–1961), ⚭ Mequeline Eugenie Hamel-Smith
                1. Sydney Bertrand Macdonald Hay (1918–1981), ⚭ Joan Reis
                  1. Phillip Michael Macdonald Hay (* 1946)
                  2. Roger Macdonald Hay (* 1948)
                  3. Aubrey Andrew Macdonald Hay (* 1949)
                  4. Ann Maureen Hay (* 1951)
                  5. Kathleen Hay (* 1953)
                  6. Edmund Macdonald Hay (* 1954)
                  7. Anthony Macdonald Hay (* 1956)

                2. Denise Rita Hay (* 1920), ⚭ Rudolph Armine Moze
                3. Mequeline Phyllis Hay (* 1922), ⚭ Max Marsan
                4. Mary Mildred Hay (* 1924), ⚭ Alfred Mitchell

              5. James Carrington Hay (1888–1961), ⚭ Maria Cynthia Fifi
                1. Rupert Loraine Hay (* 1924), ⚭ Denise Rita Hay (* 1920)
                2. Ranald Louis Hay (* 1925), ⚭ Lorraine Marianné Fecteau
                  1. Ranald Joseph Hay (1956–2018), ⚭ Kate Brooks
                    1. Ruth Hay
                    2. Elisheva Hay, ⚭ Mr. Chase

                  2. Dominic Louis Hay (* 1958)
                  3. Cynthia Maria Hay (* 1959)
                  4. Genevieve Anne Hay (* 1960)
                  5. Marianne Noel Hay (* 1962)
                  6. Laurie Elizabeth Hay (* 1965)

                3. Donald Joseph Hay (* 1927), ⚭ Lola Sue Martin
                  1. Donald Roger Paul Hay (* 1956), ⚭ Maureen Ellen Baker
                  2. Bruce Victor Joseph Hay (* 1959)
                  3. Paula Emily Rebecca Hay (* 1966)
                  4. Christopher Michael Charles Hay (* 1967)

      4. Thomas Hay (1751–1813)
        1. John Hay
        2. David Hay

    2. John Hay, Laird of Restalrig († 1781), Jakobit, Sekretär des Charles Edward Stuart
      1. Alexander Hay († 1791)